# Cerkiew Ikony Matki Bożej „Znak” w Chasawjurcie
Cerkiew Ikony Matki Bożej „Znak” – prawosławna cerkiew w Chasawjurcie, w eparchii machaczkalskiej. 
Wzniesiona w 1903, cerkiew była czynna do 1940, kiedy została zaadaptowana na magazyn. Pełniła tę funkcję przez trzy lata, do przypadkowego pożaru, który całkowicie zniszczył jej wnętrze. Wówczas władze zgodziły się zwrócić budynek Rosyjskiemu Kościołowi Prawosławnemu. Po przejściu renowacji do obiektu wstawiony został współczesny ikonostas, który zastępuje dawną bogatą dekorację wnętrza.